# Charles Gilliard
Pour les articles homonymes, voir Gilliard.
Charles Gilliard, né le 16 février 1879 à Fiez, dans le canton de Vaud, et mort le 19 septembre 1944 à Lausanne, est un historien, enseignant d'histoire et recteur d'université suisse.

## Biographie  et œuvre
De confession protestante, originaire de Fiez et d'Yverdon, Charles Gilliard est le fils de John Gilliard, président du tribunal de district, et de Louise Cachet. Il est le cousin de l'écrivain et critique littéraire Edmond Gilliard, de l'architecte Frédéric Gilliard et de Pierre Gilliard, qui fut le précepteur des enfants de l'empereur Nicolas II.
Après des études de lettres à Lausanne durant lesquelles il devient membre de la Société d'étudiants de Zofingue, il obtient son doctorat en 1907. Sa thèse s'intitule « Quelques thèses de Solon : essai de critique historique ». Il étudie ensuite à Göttingen, à Munich et à Paris avant de revenir en Suisse. Il enseigne ensuite au collège de Montreux entre 1901 et 1909 avant de devenir professeur d'histoire au gymnase classique de Lausanne (entre 1909 et 1928), dont il est en outre le directeur de 1911 à 1928.
Il devient privat-docent pour l'histoire suisse à la faculté des lettres de Lausanne en 1911. Dès 1917, il y donne des cours sur les seigneuries du Pays de Vaud au Moyen Âge et sur l'Église dans le canton de Vaud jusqu'à la conquête bernoise. Nommé professeur extraordinaire en 1928, puis professeur ordinaire entre 1935 et 1942, il enseigne les histoires ancienne, médiévale, moderne et suisse. De plus, il est doyen de l'université entre 1930 et 1932, puis le recteur entre 1940 et 1942. Il prend sa retraite en 1943.
Dès 1915, Charles Gilliard consacre ses recherches à l'histoire vaudoise qu'il place dans son contexte européen et dont il étudie les thèmes économiques et sociaux.
Il crée, en 1940, avec le juriste Jean Fleury, la collection Bibliothèque historique vaudoise.
À côté de ses postes universitaires, il est le président de la Société d'histoire de la Suisse romande entre 1937 et 1944, de la Société générale suisse d'histoire entre 1940 et 1944 et de la commission fédérale de maturité,.

## Œuvre
- Bernard de Cérenville et Charles Gilliard, Mémoires et documents publiés par la Société d'histoire de la Suisse romande : Moudon sous le régime savoyard, t. 14, Lausanne, Payot, 1929, 731 p. ;
- Charles Gilliard, La Conquête du Pays de Vaud par les Bernois, Lausanne, Éd. La Concorde, 1935, 298 p. ;
- Charles Gilliard, Histoire de la Suisse, Presses universitaires de France, coll. « Que sais-je ? », 1944, 128 p..